# Seweren
Die Seweren (bulgarisch Севери), Sewerer, Severer oder Seweranen (bulg. Северани) waren ein südslawischer Stamm, der im Frühmittelalter im heutigen Nordbulgarien, zwischen Vorbalkan und Balkangebirge angesiedelt war. Auch eine Verortung in der Dobrudscha oder nördlich des Rischkipasses wird in der Forschung vorgenommen. Der Name Seweren, lat. Severoi kommt vom slawischen sever, deutsch Norden, bezeichnet also die von Byzanz aus gesehen Angehörigen der nördlichen Stämme. Die meisten Quellen über den Seweren beziehen sich auf die Chronisten Nikephoros und Theophanes, die jedoch die Seweren nur am Rande der Entstehungsgeschichte des Ersten Bulgarischen Reiches erwähnen. Mit dieser Gründung, wurden die Seweren und die anderen slawischen Stämme des Gebietes, die „Sieben Stämme“, Teil des bulgarischen Reiches.
Die Seweren wurden von den Protobulgaren, unter der Führung von Asparuch unterworfen und anschließend im Jahr 679 zur Verteidigung der Grenze gegen Byzanz, entlang der östlichen Pässe des Balkangebirges umgesiedelt. Neben dieser These bevorzugten einigen bulgarischen Historiker hingegen das Bild eines friedlichen Bündnisses der Neuankömmlinge mit der ansässigen slawischen Bevölkerung. Einen weiteren Streitpunkt in der bulgarischen Geschichtsschreibung stellte die Bedeutung der Begriffe „unterwerfen“ und „Tribut zahlen“ in Bezug auf die Seweren und die anderen slawischen Stämme des Gebietes, die „Sieben Stämme“ dar.
Die neuere Forschung geht davon aus, dass die Protobulgaren eine Art politische Führungsschicht darstellten, die eine Oberherrschaft über die Seweren und anderen Slawenstämme ausübte, sodass eine slawisch-bulgarische Interessengemeinschaft unwahrscheinlich war.
Im Jahr 767 wurden die Seweren das letzte Mal erwähnt, als ihr Gebiet nach dem Tod von Khan Toktu von Byzanz erobert und ihr Fürst Slawun gefangen genommen wurde. Bis ins 9. Jahrhundert verschmolzen die Seweren und die anderen slawischen Stämme mit den Protobulgaren schließlich zu den Bulgaren.